# رافايلو

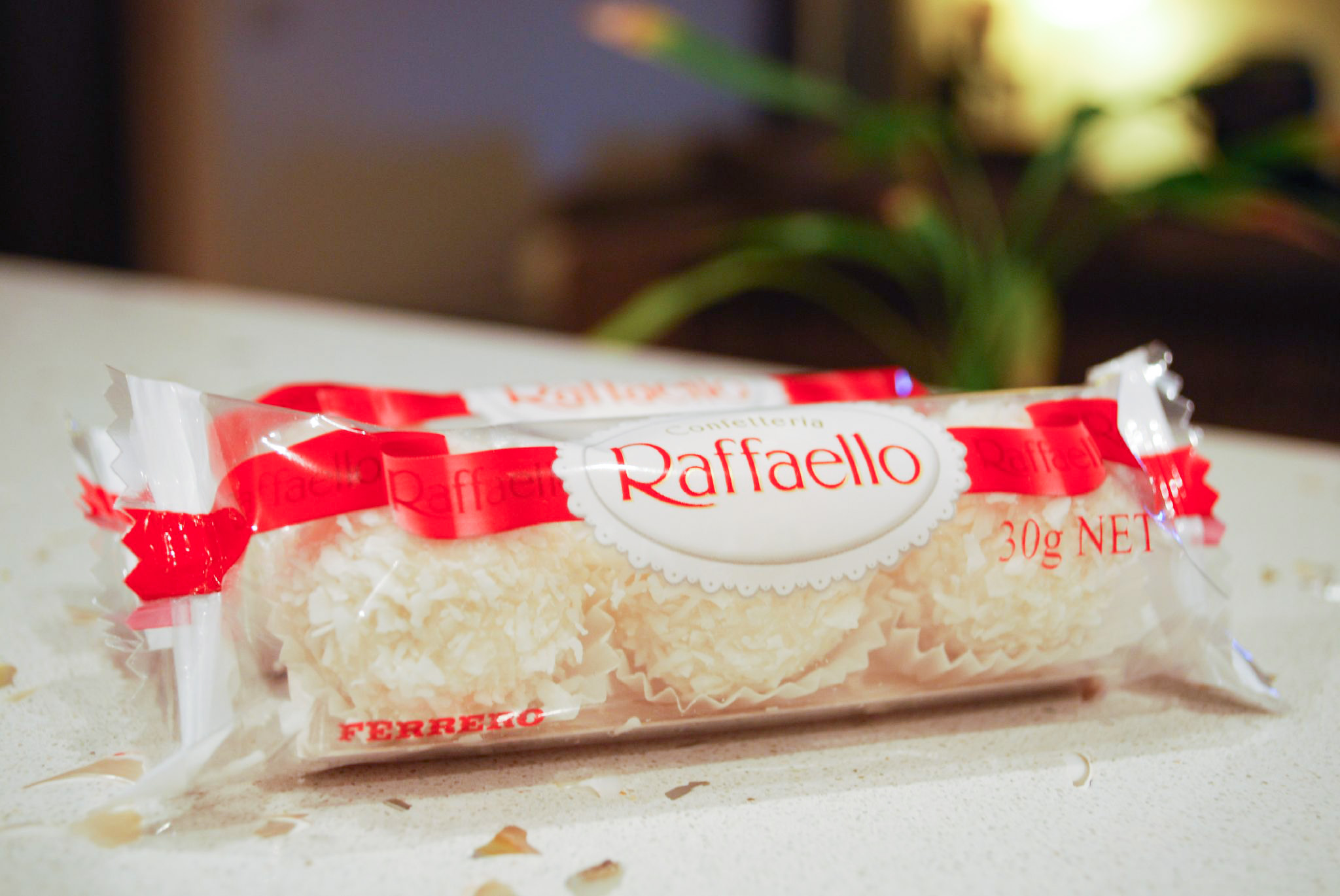
رافايلو

رافايلو هو حلوى مُكونة من اللوز والجوز الهند التي تقوم بتصنيعها شركة فيريرو، تم بيعها في الأسواق لأول مرة في عام 1990. وبلغ إجمالي نسبة مكونا اللوز 8٪ من وزنه، والمحتوى الكلي لمجموع جوز الهند 23.5٪.